# Adisham
Adisham è un villaggio e parrocchia civile dell'Inghilterra, appartenente alla contea del Kent.

## Geografia
Il centro del villaggio si trova a sei miglia a sud-est dalla città di Canterbury. Era noto come Edesham nel Domesday Book.
È un villaggio accentrato, situato a meno di 0,5 km dal nucleo centrale di Aylesham.
Il territorio di Adisham è attraversato da uno dei percorsi del Cammino dei pellegrini, reso noto da Geoffrey Chaucer nei Racconti di Canterbury. 
Nel 2010 tale percorso fu oggetto di una protesta degli abitanti, in seguito al tentativo del proprietario terriero locale ed ex banchiere della Regina, Timothy Steel, di vietarne l’accesso. Dopo un’inchiesta pubblica, il Consiglio comunale riconobbe i diritti di passaggio sui sentieri ricadenti nella sua proprietà, compreso quello dell’antico Cammino dei pellegrini.

## Strutture
La chiesa del villaggio è dedicata ai Santi Innocenti e risale alla fine del XII secolo. Il villaggio ospita anche una scuola elementare.
La Torre dell'Acqua di Adisham fu costruita nel 1903 ed è un edificio di interesse storico culturale di II grado.
Il municipio fu costruito nel 1908 e viene ancora utilizzata regolarmente per eventi pubblici. Al suo interno si trova anche l'Adisham Recreation Ground, aperto nel 1921

## Trasporti
La stazione ferroviaria di Adisham fu inaugurata il 22 luglio 1861. Si trova sulla linea principale Chatham - diramazione Dover. È disponibile anche un servizio autobus giornaliero per Canterbury.